# Our Mother the Mountain
Albums de Townes Van Zandt
For the Sake of the Song
(1968) Townes Van Zandt (album)
(1969)
Our Mother the Moutain est le second album de l'auteur compositeur et chanteur de folk/country Townes Van Zandt publié en 1969. Il est considéré comme l'un de ses meilleurs albums et contient quelques titres parmi ses plus connus comme Be Here To Love Me, Snake Mountain Blues et Our Mother The Mountain.

## Enregistrement
Les morceaux de base de Our Mother the Mountain ont été enregistrés à Los Angeles. Les overdubs ont été enregistrés à Nashville. L'album a été produit par Jack Clement et Jim Malloy, qui avait produit le premier album de Townes Van Zandt For the Sake of the Song et Kevin Eggers, qui dirigeait Poppy Records et était également manager de Townes Van Zandt. Plusieurs musiciens renommés ont joué sur l'album, dont James Burton (connu pour avoir joué pour Ricky Nelson et Elvis Presley) et le célèbre musicien de session de session Charlie McCoy.
La chanson Tecumseh Valley, qui était sur le premier album de Townes Van Zandt, a été réenregistrée pour Our Mother the Mountain en raison du mécontentement de Townes Van Zandt concernant la production tapageuse de For the Sake of the Song. Bien que les enregistrements de Our Mother the Mountain aient été adoucies à Nashville, il y avait une approche un peu plus simple et légère dans la production sur son album suivant.

## Réception
Comme la plupart des albums sortis de son vivant, Our Mother the Mountain ne s'est pas vendu beaucoup mais a renforcé sa réputation de "compositeur-interprète". Dans le documentaire de 2004 Be Here To Love Me dont le titre est tiré du premier morceau de Our Mother the Mountain, le musicien Joe Ely se souvient avoir écouté l’album après que Townes Van Zandt lui en ait remis une copie lorsqu’ils se sont croisés pour la première fois à Lubbock, au Texas. Joe Ely a pris le chanteur en auto-stop le ramenant à Houston depuis San Francisco en 1971. Townes Van Zandt ne transportait que sa guitare et un sac à dos bourré de disques. Pour le remercier, il lui a remis un exemplaire de Our Mother the Mountain. « Je n'avais jamais rencontré quelqu'un qui avait réellement enregistré un album auparavant », se souvient Joe Ely, « et j'ai apporté l'album à Jimmie Gilmore. Nous écoutions l'album et nous étions hypnotisés. Une fois fini, nous l'avons passé encore et encore pendant des semaines. Cela nous a fait repenser ce que nous faisions et ce qu’était une chanson ». 
Dans le livre To Live's To Fly: The Ballade of the Late, Great Townes de Van Zandt John Kruth décrit la chanson titre comme « d'un autre monde. Comme le meilleur des sagas sombres de Van Zandt, ce récit d'un amant ensorcelé est une valse en mineure. qui avance en boitant comme des pas inquiétants qui s’approchent de la salle, se rapprochant encore plus, alors que la chanson vous enveloppe lentement. »,
AllMusic écrit que St. John the Gambler est le genre de ballade d'amour, désespérée et poétique que Van Zandt fait si bien, avec une mélodie douloureuse qui aurait sonné mieux sans les cordes exagérément sentimentales », et note que les meilleures chansons « sont entassées à la fin de l’album et n’ajoutant que des touches minimes au chant gémissant et au picking sobre de Van Zandt. »
Pour le magazine American Songwriter, Why She’s Acting This Way, Tecumseh Valley et Be Here To Love Me font partie des 20 meilleures chansons de Townes Van Zandt.

## Liste des chansons
| 1. | Be Here to Love Me          | 2:38 |
| 2. | Kathleen                    | 2:47 |
| 3. | She Came and She Touched Me | 4:03 |
| 4. | Like a Summer Thursday      | 3:04 |
| 5. | Our Mother the Mountain     | 4:22 |

| Face B | Face B                    | Face B | Face B | Face B | Face B | Face B | Face B | Face B | Face B |
| No     | Titre                     | Durée  |        |        |        |        |        |        |        |
| ------ | ------------------------- | ------ | ------ | ------ | ------ | ------ | ------ | ------ | ------ |
| 6.     | Second Lovers Song        | 2:16   |        |        |        |        |        |        |        |
| 7.     | St. John the Gambler      | 3:06   |        |        |        |        |        |        |        |
| 8.     | Tecumseh Valley           | 4:55   |        |        |        |        |        |        |        |
| 9.     | Snake Mountain Blues      | 2:39   |        |        |        |        |        |        |        |
| 10.    | My Proud Mountains        | 5:04   |        |        |        |        |        |        |        |
| 11.    | Why She's Acting This Way | 5:24   |        |        |        |        |        |        |        |
| 40:18  |                           |        |        |        |        |        |        |        |        |

## Personnel
- Townes Van Zandt - Chant, guitare
- Ben Bennay - harmonica
- James Burton - Dobro, guitare
- John Clauder - batterie
- David Cohen - guitare
- Chuck Domanico (en) - basse
- Jack Clement - guitare
- Charlie McCoy - basse, guitare, harmonica, orgue, flûte
- Lyle Ritz (en) - basse
- Don Randi - Claviers
- Harvey Newmark - basse
- Mike Deasy (en) - guitare
- Donald Frost - Batterie
- Jules Jacob - flûte
- Bergen White - arrangements des cordes

## Utilisation de ses chansons

### Films
- St.John the Gambler, en 2000, dans le court métrage 'The Second Death et en 2008, St John the Gambler dans Bons baisers de Bruges[6].
- En 2004,  dans le documentaire qui lui est consacré, Be Here to Love Me: A Film About Townes Van Zandt : Be Here To Love Me, My Proud Mountains, St. John The Gamble[6].

### Séries TV
Be Here to Love Me est utilisé en 2004,  dans l'épisode 12 de la saison 4 de la série suédoise Skeppsholme, en 2009 dans l'épisode 12 de la saison 9 de l'émission de télévision Dancing with the Stars , en 2014, dans l'épisode 9 de la saison 6 de la série Parenthood, en 2015, dans l'épisode 6 de la saison 1 de Master of None.

### Reprises
Les chansons de Townes Van Zandt ont souvent été reprises :
- Be Here to Love Me a été repris en 2004 par Norah Jones
- Kathleen a été repris en 1994 par les Tindersticks
- Tecumseh Valley a été repris par Bobby Bare en 1980, par Steve Earle en 1995